# Stefán Gíslason
Stefán Gíslason (ur. 15 marca 1980) – islandzki piłkarz, grający na pozycji defensywnego pomocnika.

## Kariera klubowa
Swą karierę Gíslason zaczął, jako junior w islandzkim klubie UMF Austri. Przeniósł się następnie, już jako senior, do angielskiego Arsenalu, gdzie jednak nie rozegrał ani jednego spotkania i w 1997 roku został wypożyczony do Reykjavíkur, gdzie rozegrał swoje pierwsze mecze, jako zawodowy piłkarz. Pojawił się na murawie 28 razy w meczach ligowych i pucharowych. Swą pierwszą bramkę zdobył w roku 1998.
Niedługo później Gíslason dostał propozycję zagrania w norweskim Strømsgodset I.F. z miasta Drammen, który tak jak obecnie utrzymywał się wtedy w Tippeligaen na niskich, ale nie spadkowych pozycjach. Zawodnik przyjął ofertę i od kwietnia 1999 grał w Norwegii. W swym pierwszym sezonie rozegrał 17 spotkań, nie zdobywszy żadnej bramki, a jego zespół znalazł się na dwunastym miejscu w tabeli i musiał rozgrywać mecze barażowe z IK Start, gdzie po remisie 2-2 na wyjeździe przegrał u siebie 0-1 i spadł do drugiej ligi.
Podczas kolejnego sezonu, w roku 2000 Strømsgodset I.F. zajął drugie miejsce w Adeccoligaen i awansował do Tippeligaen. Gíslason zagrał wtedy w 25 spotkaniach, ponownie nie zdobywając żadnego gola. Kolejny sezon był zarazem ostatnim sezonem Islandczyka w klubie Strømsgodset I.F.. Wystąpił wtedy w 22 meczach i zdobył jednego gola 28 października 2001 w przegranym przez jego zespół 2-4, wyjazdowym meczu z Odds BK, w siedemdziesiątej trzeciej minucie. Strømsgodset I.F. zajął wtedy trzynaste miejsce w tabeli i ponownie musiał się pożegnać z pierwszą ligą.
W styczniu 2002 roku Stefán Gíslason stał się zawodnikiem austriackiego Grazer AK, który zajmował wtedy najwyższe miejsca w Bundeslidze austriackiej. Islandczyk wystąpił jedynie w trzech meczach sezonu 2001/02 i dwóch w sezonie 2002/03 i nie strzelił żadnej bramki. Z dorobkiem tych pięciu spotkań opuścił klub, który zajął wtedy drugie miejsce w tabeli, w marcu 2003 roku.
Gíslason przeszedł wtedy do ÍBK Keflavík, który występował wtedy w drugiej lidze islandzkiej. Zawodnik ten w sezonie 2003 zdobył trzy bramki w osiemnastu meczach, a jego klub znalazł się na pierwszym miejscu w tabeli, awansując do wyższej ligi. Pierwsze z jego goli padły w pięćdziesiątej piątej i osiemdziesiątej piątej minucie meczu ze Stjarnan (Garðabær), 19 maja 2003, wygranym przez jego zespół 5-3, oba po rzutach karnych. Trzecia bramka to również karny w finale pucharu Deildabikar, który klub z Keflavík przegrał z Akraness, 9 maja 2003 roku (1-1 i 2-4 po rzutach karnych).
Podczas swojego drugiego i ostatniego sezonu w ÍBK, Gíslason zagrał w szesnastu spotkaniach, zdobywając tym razem jedną bramkę w dwudziestej czwartej minucie spotkania jego klubu z Reykjavíkur, 20 maja 2004, kiedy jego drużyna wygrała 3-1 na własnym stadionie. ÍBK Keflavík zajął w tamtym sezonie piąte miejsce w tabeli z siedmioma zwycięstwami trzema remisami na osiemnaście spotkań, wygrał także Puchar Islandii trzeci raz w swojej historii, pokonując w finale Akureyrar 3-0. Nie udało im się jednak zdobyć Superpucharu Islandii, przegrali bowiem z Hafnarfjarðar 0-2.
W marcu 2005 roku Gíslason ponownie zmienił klub. Przeniósł się znów do Norwegii, tym razem jednak do bardziej znaczącej drużyny niż poprzednio, Lyn Fotball. W swym pierwszym sezonie – 2005, rozegrał dwadzieścia pięć meczów i strzelił jedną bramkę w osiemdziesiątej ósmej minucie przegranego 2-3 meczu z Rosenborgiem BK 8 maja 2005. Jego zespół zajął wtedy trzecie miejsce w tabeli za klubami Vålerenga Fotball i IK Start.
Kolejny sezon, 2006, Stefán Gíslason również może zaliczyć do udanych, zagrał bowiem w kolejnych 25 spotkaniach, zdobywając trzy bramki. Jego zespołowi powiodło się gorzej niż w poprzednim sezonie, spadł on bowiem na siódme miejsce w tabeli, przegrywając jedenaście z dwudziestu sześciu spotkań. Jeśli zaś chodzi o mecze pucharowe, to drużyna z Oslo przegrała 1:2 mecz z Lillestrømem SK i nie przeszła czwartej rundy, po której następował awans do finałów. Islandczyk zagrał wtedy także w spotkaniach eliminacyjnych do Pucharu UEFA 2006/07 przeciw estońskiemu FC Flora Tallinn. Dwa razy padł remis, jednak drużyna z Tallinna zdobyła bramkę na wyjeździe, która dała jej awans.
Ostatnim sezonem Gíslasona w zespole z Oslo, był niecały rok 2007. Podczas jego trwania zawodnik ten zdobył cztery bramki w dwunastu spotkaniach ligowych i pucharowych. Spośród nich trzy zdobył w 16 czerwca 2007 roku w meczu przeciwko SK Brann, wygranym przez jego zespół 6-0, strzelał je kolejno w dwudziestej siódmej, czterdziestej piątej i osiemdziesiątej szóstej minucie. Pomimo tak spektakularnego zwycięstwa jego zespół ponownie nie odniósł sukcesów zarówno ligowych, jak i pucharowych. Zajął dziewiąte miejsce w lidze, a w pucharze odpadł w ćwierćfinale, przegrywając z Lillestrøm SK 0-1. Islandczyk odszedł z klubu w czerwcu roku 2007.
Przeniósł się do duńskiego Brøndby IF, rozgrywającego swe mecze w ramach SAS Ligaen, gdzie rozgrywa mecze do dziś. Kwota transferu wynosiła 1,1 mln euro. Podczas sezonu 2007/08 wystąpił w dwudziestu dziewięciu spotkaniach, zdobywając 5 bramek. Jego klub zdobył wtedy niskie, ósme miejsce w tabeli, ale osiągnął sukces w meczach pucharowych, gdzie w finale, 1 maja 2008, pokonał zespół Esbjerg fB 3-2. W lutym 2008 roku zawodnik ten został kapitanem swojej drużyny, zastępując Pera Nielsena.
Dotychczas rozegrano 17 spotkań ligi duńskiej w sezonie 2008/09, a Gíslason wystąpił w szesnastu z nich, nie zdobywszy jeszcze żadnej bramki. Jego zespół z trzydziestoma dziewięcioma punktami, utrzymuje się na razie na pierwszej pozycji w lidze, a do rozegrania ma jeszcze niemal drugie tyle meczów. Występował także w ramach Pucharu UEFA 2008/09. Jego zespół w pierwszej fazie eliminacyjnej pokonał farerski B36 Tórshavn odpowiednio 1-0 u siebie i 2-0 na wyjeździe, następnie w ramach drugiej rundy eliminacyjnej pokonał FC Haka 4-0 na wyjeździe i 2-0 na własnym stadionie. Tym sposobem znalazł się w pierwszej rundzie, gdzie jednak uległ norweskiemu Rosenborg BK 1-2 u siebie i 2-3 na wyjeździe. W drugiej części sezonu jego zespół spisywał się gorzej i zakończył rozgrywki na trzecim miejscu, mimo iż Gíslason grał naprawdę dobrze. Sezon 2009/10 dla Brøndby IF rozpoczął się słabo, po 10 kolejkach zespół Gíslasona zajmował 5. miejsce, a jego klub w eliminacjach do Ligi Europejskiej wyeliminował Legię Warszawa. Gíslason od samego startu rozgrywek ligowych miał problemy z wywalczeniem miejsca w składzie, często wchodził z ławki rezerwowych, albo siedział na niej całe mecze. W końcu zawodnik zaczął grać w zespole rezerw. 26 marca 2010 roku do klubu przyszedł nowy trener, który obiecywał dać szansę piłkarzowi, jednak Gíslason, który już od kilku tygodni negocjował z Vikingiem FK postanowił wrócić do Norweskiej Tippeligaen. Islandczyk już cztery dni po tym jak przyszedł nowy trener, opuścił klub, został wypożyczony do Vikinga FK, który prowadzony był wówczas przez Åge Fridtjofa Hareide. Gíslason czekał do czwartego meczu sezonu na debiut w nowym zespole. Zadebiutował 5 kwietnia 2010 w meczu domowym z Lillestrøm SK zremisowanym 0:0, cztery minuty przed końcem spotkania został ukarany żółtą kartką. 14 kwietnia 2010 strzelił swoją pierwszą bramkę dla Vikingu w zremisowanym 1:1 meczu z Tromsø IL. Wynik otworzył w 43 min. George Mourad, Gíslason wyrównał w 74 min. po podaniu Vidara Nisja. Drużyna ze Stavanger z Islandczykiem w składzie przegrała zaledwie 1 z 12 meczów, doznając w sumie 9 porażek w sezonie. 1 sierpnia 2010 Stefán wrócił z do Brøndby IF, gdzie ponownie spotkał Henrika Jensena. Tym razem jednak Duńczyk postanowił nie dawać szansy Gíslasonowi na cztery miesiące sadzając go na trybunach.
W 2011 roku grał w Lillestrøm SK, a w 2012 roku odszedł do OH Leuven.

## Kariera reprezentacyjna
Po raz pierwszy w reprezentacji swego kraju pojawił się 8 stycznia 2002 roku w zremisowanym, towarzyskim meczu wyjazdowym przeciw Kuwejtowi, jako zmiennik Helgiego Sigurðssona w 62 minucie spotkania. Jego następnym meczem było kolejne spotkanie towarzyskie z Arabią Saudyjską, przegrane przez Islandię 0-1.
Później zawodnik ten miał długą przerwę w meczach reprezentacyjnych i dopiero trenerzy Logi Ólafsson i Ásgeir Sigurvinsson zdecydowali się go wpuścić na murawę w ramach meczów eliminacyjnych do Mistrzostw Świata w 2006 roku, a następnie Mistrzostw Europy w 2008. Obecnie w drużynie kierowanej od 2007 przez Ólafura Jóhannessona Gíslason stał się zawodnikiem grającym w pierwszym składzie w eliminacjach do Mistrzostw Świata w 2010, grał we wszystkich czterech meczach, w jakich dotąd wzięła udział Isnadia, w ostatnim, przeciwko Macedonii zdobywając żółtą kartkę.